# Marian Kutzner
Marian Kutzner (ur. 31 grudnia 1932 w Zbąszyniu) – polski historyk sztuki, specjalizujący się w historii sztuki średniowiecznej, nauczyciel akademicki związany z uniwersytetami: Mikołaja Kopernika w Toruniu i Wrocławskim.

## Życiorys
W latach 1951–1955 studiował na Uniwersytecie Adama Mickiewicza w Poznaniu najpierw archeologię klasyczną, a potem historię sztuki, z której napisał pracę magisterską pt. Architektura średniowiecznego opactwa cysterskiego w Lądzie nad Wartą. W 1957 zdobył za nią nagrodę na II Ogólnopolskim Konkursie Młodych Historyków Sztuki im. Szczęsnego Dettloffa. W 1965 obronił pracę doktorską pt. Gotycka architektura Kościoła św. Krzyża we Wrocławiu na swojej macierzystej uczelni. Trzy lata wcześniej został zatrudniony w Katedrze Historii Sztuki Uniwersytetu Wrocławskiego, zaś po uzyskaniu tytułu doktora w 1965 roku przeniósł się do Torunia na tamtejszy Uniwersytet Mikołaja Kopernika. W 1969 uzyskał stopień naukowy doktora habilitowanego w oparciu o rozprawę Cysterska architektura na Śląsku w latach 1200-1330. W 1973 roku został kierownikiem Zakładu Historii Sztuki na Uniwersytecie Toruńskim, a następnie w latach 1981-1982 pełnił funkcję dziekana Wydziału Sztuk Pięknych na Uniwersytecie Mikołaja Kopernika. Zorganizował od podstaw Zakład Historii Sztuki Instytutu Zabytkoznawstwa i Konserwatorstwa Uniwersytetu Toruńskiego. Ze stanowiska dziekana został odwołany na wniosek Komitetu Uczelnianego PZPR.
W 1983 oddalono mu wniosek o nadanie mu tytułu profesora nadzwyczajnego na UMK, mimo pozytywnych recenzji. W związku z czym zdecydował się rok później przenieść do Wrocławia, gdzie podjął pracę w Instytucie Historii Sztuki Uniwersytetu Wrocławskiego, którego był dyrektorem w latach 1986-1989. Stanowisko docenta otrzymał w 1984. Od 1995 w Głogowie prowadził przy tamtejszym Muzeum przygotowawcze studium doktoranckie. W 1997 otrzymał tytuł profesora zwyczajnego.
Za osiągnięcia naukowe i dydaktyczne był kilkakrotnie nagradzany przez rektora Uniwersytetu Mikołaja Kopernika. Współpracował z Instytutem Sztuki PAN w Warszawie, realizując dla niego kolejne tomy Katalogu Zabytków Sztuki w Polsce, jak i podręcznik „Polskiej Historii Sztuki”. Od 1955 jest członkiem Stowarzyszenia Historyków Sztuki, od 1976 roku Toruńskiego Towarzystwa Naukowego, od 1978 roku Poznańskiego Towarzystwa Przyjaciół Nauk, od 1986 roku Wrocławskiego Towarzystwa Naukowego, a od 1995 roku Warburg Gesellschaft zur Erforschung von Burgen und Schlossern. W latach 1978–1990 był członkiem Komitetu Nauk o Sztuce Polskiej Akademii Nauk.

## Dorobek naukowy
Przedmiotem zainteresowań badawczych prof. M. Kutzera jest sztuka wieków średnich, a w szczególności architektura gotycka. Jego dorobek naukowy liczy 81 rozpraw naukowych, z tego pięć wydanych zostało w formie książkowej, a szereg artykułów ukazało się w wydawnictwach obcojęzycznych. Do najważniejszych publikacji należy zaliczyć:
- Cysterska architektura na Śląsku w latach 1200-1330, wyd. UMK, Toruń 1969.
- Katalog zabytków sztuki w Polsce. Seria nowa, WAiF, Warszawa 1980.
- Powiat chodzieski, IS PAN/WAiF, Warszawa 1965, współautor: Urszula Czartoryska.
- Racibórz, wyd. Ossolineum, Wrocław 1965.
- Społeczne funkcje dzieł sztuki i ich ochrona w Polsce współczesnej, wyd. UMK, Toruń 1975.